# Edward Umar Fatu
Edward Umar Fatu (24. května 1973 Samoa - 4. prosince 2009 Houston, Texas, USA), známější jako Umaga, byl samojsko-americký profesionální zápasník. Proslavil se působením ve společnosti WWE.
Pocházel z wrestlingové rodiny Anoa'i. Měl dva bratry, Sama a Solofa Jr. známého jako Rikishi. Jeho další příbuzní jsou Yokozuna a Dwayne "The Rock" Johnson, jeho bratranec.

## Smrt
Dne 4. prosince 2009 byl nalezen svojí ženou v jejich domě v Houstonu v Texasu nereagoval a tekla mu krev z nosu. Následně byl rychle převezen do nemocnice. Utrpěl infarkt a byl prohlášen za mrtvého kolem 17:00 CST. Toxikologické zprávy odhalily, že měl ve svém těle drogy, hydrokodon, karisoprodol a diazepam. Lékaři taktéž zjistili, že trpěl srdečními i jaterními onemocněními. Bylo uvedeno, že kombinace drog, spolu s jeho špatným srdcem a játry nakonec vedla k jeho smrti. Jako oficiální příčina smrti byl stanoven infarkt, způsobeným akutní toxicitou více látek.